# Fekete-tengeri Gazdasági Együttműködés
A Fekete-tengeri Gazdasági Együttműködés (angol rövidítéssel: BSEC) a Fekete-tenger partvidékén és a környezetükben fekvő államok gazdasági együttműködési fóruma. A szervezetet 1992. június 25-én Isztambulban alapította a Fekete-tenger partvidékén fekvő 6 állam és további 6 nem partmenti ország.

## Tevékenység
A szervezet célja, hogy a Fekete-tenger medencéjének békéjét és stabilitását a gazdasági együttműködés megerősítésével megszilárdítsa. A szervezet kezdeményező szerepet vállal a vámok és egyéb korlátozások leépítésében, a határokon történő ügyintézés egyszerűsítésében. Az államok fokozatosan egységesítik pénzpiaci rendszereiket és megállapodás született egy regionális tőzsde létrehozásáról is. Az együttműködő felek vállalták, hogy segítik az országaik közötti tájgazdálkodási, tudományos, energiapolitikai, logisztikai és környezetvédelmi rendszereinek összekapcsolását, illetve egymást segítve veszik fel a harcot a szervezett bűnözés és a terrorizmus ellen.
A szervezet munkáját nehezíti, hogy a tagállamok érdekei igen eltérőek, sokszor egymással ellentétesek. A gazdasági együttműködést ezidáig nem sikerült olyan szintre emelni, hogy az ténylegesen meggátolhassa az egyes államok közötti nézeteltérések elfajulását. A tagállamok részéről egyre több kritika éri a szervezet tehetetlenségét és a növekvő bürokrácia ellenére erőtlen gazdasági koordinációt.
A Fekete-tengeri Gazdasági Együttműködés Isztambulban működteti állandó titkárságát.

## Tagállamok

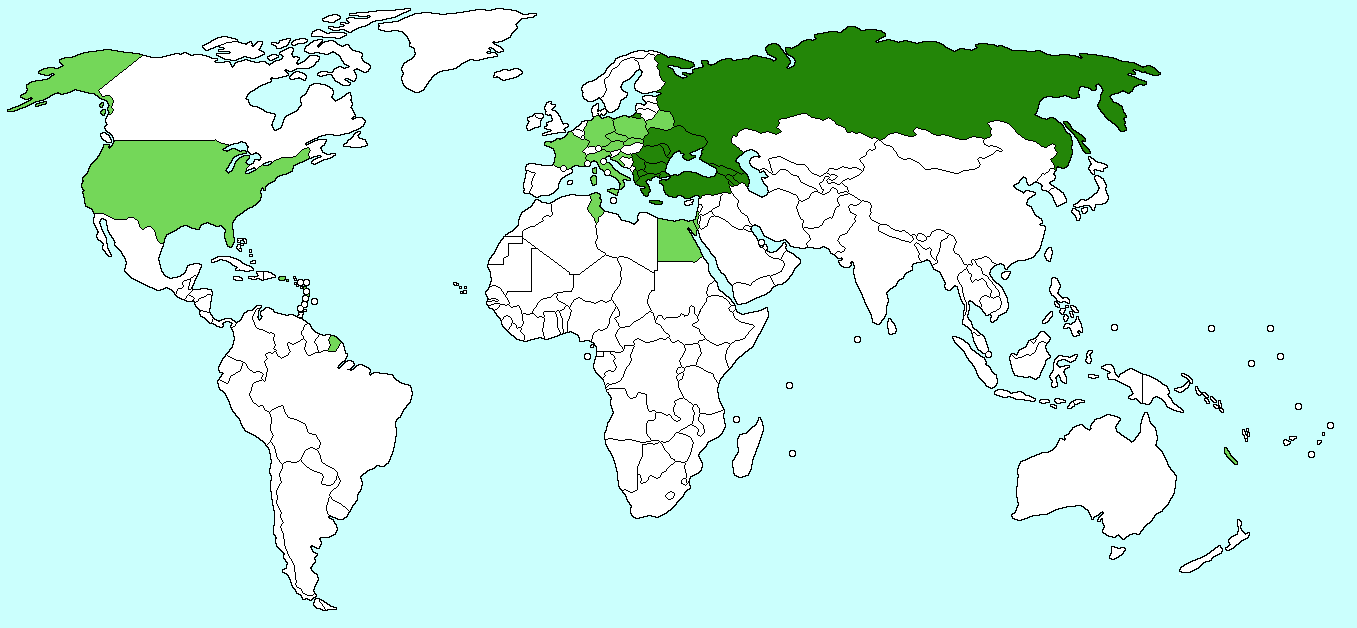
Fekete-tengeri Gazdasági Együttműködés országai

### Teljes jogú tagállamok
Bulgária

 Grúzia

 Románia

 Oroszország

 Törökország

 Ukrajna

 Albánia

 Örményország

 Azerbajdzsán

 Görögország

 Szerbia

 Moldova

### Megfigyelő országok
Fehéroroszország

 Horvátország

 Csehország

 Franciaország

 Németország

 Izrael

 Olaszország

 Lengyelország

 Szlovákia

 Tunézia

 USA
Megfigyelői státuszra jelentkezett országok:

 Ausztria

 Egyiptom
Ciprus és Montenegró is jelezte, hogy részt kíván venni az együttműködésben, ám Törökország a ciprusi kérdés lezáratlansága miatt megakadályozta a két ország taggá válását.

## Külső hivatkozások
- Fekete-tengeri Gazdasági Együttműködés honlapja